# Великодобронская сельская община
Великодобронская сельская общи́на (укр.  Великодобронська сільська громада) — территориальная община в Ужгородском районе Закарпатской области Украины.
Административный центр — село Великая Добронь.
Население составляет 11 563 человека. Площадь — 104,4 км².

## Населённые пункты
В состав общины входит 5 сёл:
- Великая Добронь
- Малая Добронь
- Демечи
- Тисаагтелек
- Чомонин